# 1200 Micrograms
A 1200 Micrograms (vagy 1200 Mics) egy Ibiza szigetén alakult psytrance együttes. Tagjai Riktam és Bansi (GMS), Raja Ram (Shpongle) és Chicago voltak Bansi 2018-ban történt haláláig, az együttes azóta trióként működik tovább. Koncertjeiken egy izraeli rockzenész, Michael Benson gitározik.
Az 1200 Micrograms többször fellépett már Magyarországon is, az Ozora Fesztiválon.

## Diszkográfia
- 1200 Micrograms (2002)
- Heroes of the Imagination (2003)
- The Time Machine (2004)
- Live in Brazil (koncertalbum, 2005)
- 1200 Micrograms Remixed (remix album, 2006)
- Magic Numbers (2007)
- Gramology (EP, 2010)
- 96% (EP) (2012)
- A Trip Inside the Outside (EP, 2013)
- 1200 Mic's (2013)
- Shivas India (EP, 2014)
- Juice EP (EP, 2015)
- The Changa Sessions (EP, 2015)
- Hashish (Faders Remix) (EP, 2015)
- Ritualism (EP, 2016)
- Medley in Wonderland (kislemez, 2017)
- Let's Smoke (kislemez, 2017)
- The World of the Acid Dealer (kislemez, 2017)